# Marilyn McCord Adams
Marilyn McCord Adams (12 ottobre 1943 – Princeton, 22 marzo 2017) è stata una filosofa e religiosa statunitense.
Rappresentante della Chiesa episcopale statunitense, era specializzata in filosofia della religione, teologia filosofica e filosofia medievale. Si era formata all'Università dell'Illinois, alla Cornell University e al Seminario Teologico di Princeton. Dal 1966 era sposata con il collega Robert Merrihew Adams.
Dal 1980 al 1982 è stata Presidente della Society for Medieval and Renaissance Philosophy. Ha ricoperto il ruolo di Regius Professor of Divinity presso l'Università di Oxford dal 2004 al 2009.

## Opere
Lista parziale:
- William of Ockham (2 volumi, 1987)
- Horrendous Evils and the Goodness of God (1999)
- Christ and Horrors: The Coherence of Christology (2006)
- Some Later Medieval Theories of the Eucharist: Thomas Aquinas, Giles of Rome, Duns Scotus, and William Ockham (2010)